# منيش (طائر لقلق)

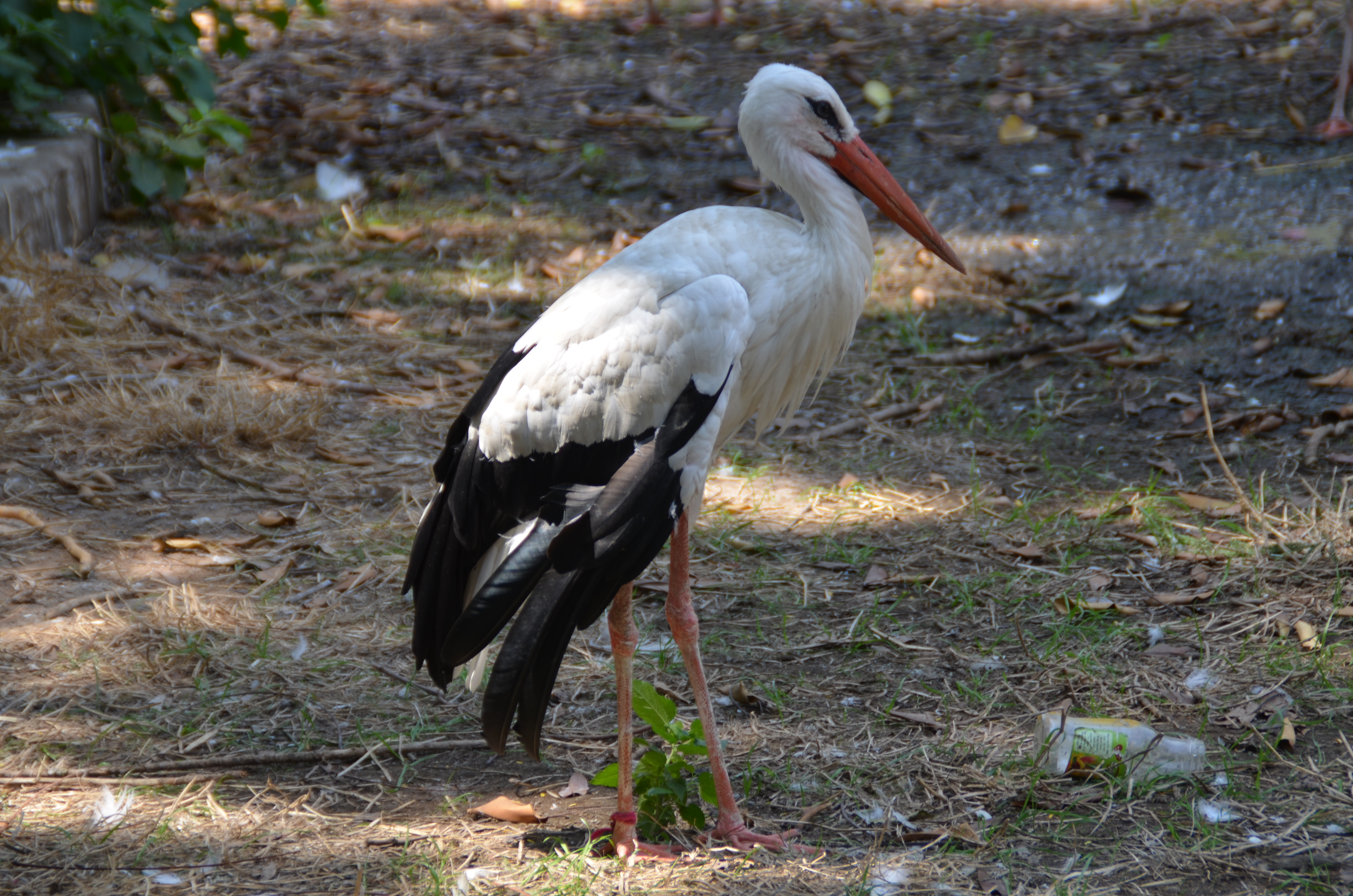
أحد طيور اللقلق الأبيض في حديقة حيوانات الجيزة

منيش (بالمجرية: Ménes ) أو منيس (بالفرنسية: Ménes )‏ ويعرف أيضا البطة الجاسوسة أو اللقلق الجاسوس
، في اخر شهر أغسطس 2013 قام أحد المواطنين في محافظة قنا جنوب مصر بالإمساك باحد طيور اللقلق الأبيض (باللاتينية: Ciconia ciconia) (بالإنجليزية: White Stork)‏ حيث اشتبه في جهاز موضوع على ظهره وقام بتسليمه لمركز الشرطة  ، وفي اليوم التالي اعلنت الاجهزة الامنية ان الجهاز الموجود مع الطائر هو للبحث العلمي وتتبع مسار الطائر  ولكن ظل الطائر محتجز، قامت بعد ذلك الجمعية المصرية لحماية الطبيعة وافراد من المجتمع المدني المهتمين بالحياة البرية بالاتصال بالمختصين بالحياة البرية في الجهات الحكومية للإفراج عن الطائر واخبارهم ببيانات الطائر  والذي يتبع «الجمعية المجرية للحفاظ على الطبيعة» hu:Magyar Madártani és Természetvédelmi Egyesület.
بعد ذلك تم نقل «منيش» ومعه جهاز التتبع إلى مقر الوحدة البيطرية بمحافظة قنا  ، قامت بعد ذلك لجنة علمية من محميات اسوان باستلام «منيش» من الوحدة البيطرية واطلقته في محمية سالوجا وغزال، وفي يوم 6 أغسطس أعلن ان «منيش» تم اصطياده من قبل بعض المحليين واكله.

## حوادث شبيها

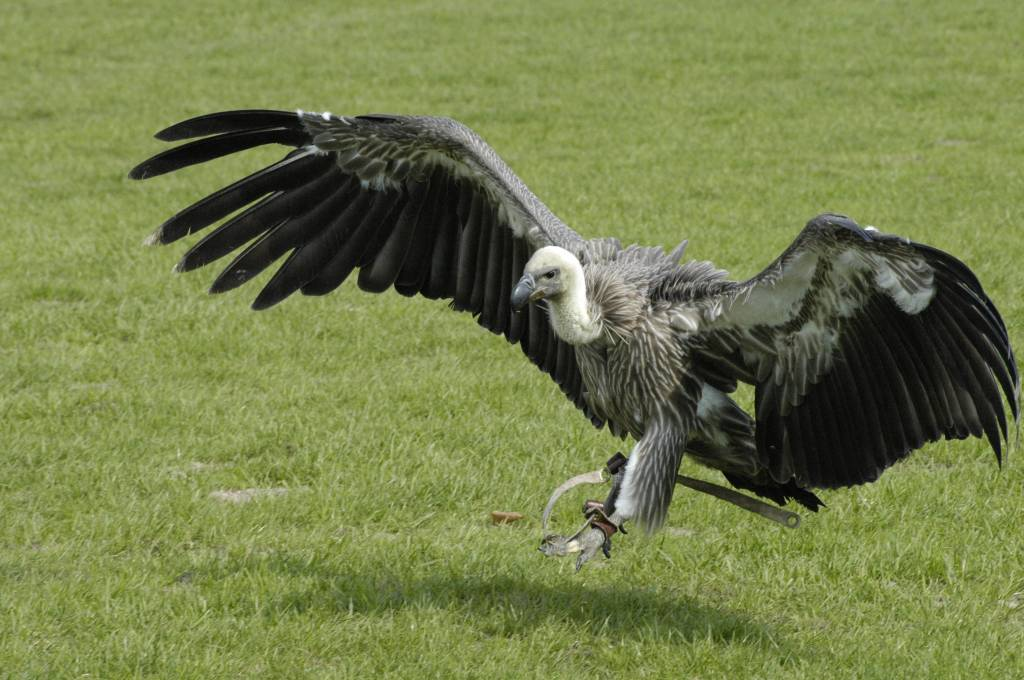
نسر جريفون

في يناير 2013 اعلنت السلطات السودانية عن امساكها بمجموعة من النسور (بالإنجليزية: Griffon Vulture)‏ ومعها اجهزة تجسس إسرائيلية، وان الاجهزة الملحقة بالنسور معها بطاقة بها بيانات كتب عليها «الجامعة العبرية بالقدس،» و«إدارة الطبيعة الإسرائيلية،» وتفاصيل الاتصال بعالم بيئة وطيور إسرائيلي ولكن نفى عالم البيئة «أوهاد هاتزوفي» ان الاجهزة الملحقة بالطيور للتجسس وانها فقط لدراسة نمط الهجرة وقال „لكن ما الفائدة من وضع كاميرا على نسر لا يمكنك التحكم به؟ إنه ليس طائرة بدون طيار يمكن التحكم بها.. ما هي الفائدة من تصوير نسر يأكل جثة جمل نافق؟“.

## روابط خارجية
- نشطاء «تويتر» عن «الطائر الجاسوس»: «البطة نظام حكم مش خبر عابر» ، المصري اليوم في 31 أغسطس 2013
- بعد تصفية «البجعة الجاسوسة» على مائدة أسرة في قنا.. نشطاء ساخرون: مين اللى أكل جهاز التتبع.. والعار ميغسلوش إلا الشوربة.. واللقالق تحذر بقية الطيور من الاقتراب من مصر.. وآخرون: أين مصير الريش؟ ، اليوم السابع في 8 سبتمبر 2013
- Az Egyiptomban "bebörtönzött", majd elengedett jeladós gólya története az ígéretes kezdet után szomorú véget ért في 6 سبتمبر 2013
- Arrested 'spy' stork killed and eaten after release in Egypt ، الجارديان في 7 سبتمبر 2013
- Bird arrested on suspicion of spying ، Africa Geographic Editorial on September 5, 2013